# Њукасл (Нови Јужни Велс)
Њукасл (енгл. Newcastle) је град Аустралији у савезној држави Нови Јужни Велс. Налази се на ушћу реке Хантер у Тихи океан. Према попису из 2006. у граду је живело 288.732 становника и тиме је седми град по величини у Аустралији.

## Историја

### Њукасл средином 19. века
Први познати Србин који је дошао у Аустралију (прво у Њукасл) био је Томо Скалица. Тај дан је била субота 18. јуна 1853. године, а стигли су бродом из Калифорније. На броду је било 43 путника, а проблем им је био што су остали без воде и хране као и бродолом у самом Њукаслу. Бродолом није преживело 13 путника, од којих је море избацило 7 њих на обалу, а 6 мртваца је остало у мору. Град је тада има око 300 кућа. Насељеници су били углавном злочинци или њихови потомци, које је Британија ту населила. Међу њима је било доста богатих људи. Град је с обе стране, но ипак више лево од морског залива. Изнад града на једном брежуљку је била зграда у којој су затвореници. У близини, на другом брду је био рудник угља, железницом повезан са луком. Становништво се бавило пољопривредом.

## Становништво
Према попису, у граду је 2006. живело 288.732 становника.
| 1991.   | 1996.   | 2001.   | 2006.   |
| ------- | ------- | ------- | ------- |
| 262.331 | 270.324 | 279.975 | 288.732 |